# Parks (Arizona)
Parks és una concentració de població designada pel cens dels Estats Units a l'estat d'Arizona. Segons el cens del 2000 tenia 1.137 habitants.

## Demografia
Segons el cens del 2000, Parks tenia 1.137 habitants, 462 habitatges, i 342 famílies La densitat de població era de 2,5 habitants/km².
Dels 462 habitatges en un 29,2% hi vivien nens de menys de 18 anys, en un 63,6% hi vivien parelles casades, en un 5,8% dones solteres, i en un 25,8% no eren unitats familiars. En el 18,6% dels habitatges hi vivien persones soles el 5,4% de les quals corresponia a persones de 65 anys o més que vivien soles. El nombre mitjà de persones vivint en cada habitatge era de 2,46 i el nombre mitjà de persones que vivien en cada família era de 2,78.
Per edats la població es repartia de la següent manera: un 22,6% tenia menys de 18 anys, un 3,9% entre 18 i 24, un 29,2% entre 25 i 44, un 34,3% de 45 a 60 i un 10% 65 anys o més.
L'edat mediana era de 43 anys. Per cada 100 dones de 18 o més anys hi havia 106,6 homes.
La renda mediana per habitatge era de 39.886 $ i la renda mediana per família de 45.000 $. Els homes tenien una renda mediana de 34.500 $ mentre que les dones 27.875 $. La renda per capita de la població era de 19.377 $. Aproximadament el 6,4% de les famílies i el 9,2% de la població estaven per davall del llindar de pobresa.

## Poblacions més properes
El següent diagrama mostra les poblacions més properes.